# Wolfgang Liebert (Maler)
Wolfgang Liebert (* 4. Juli 1944 in Meseritz) ist ein deutscher Maler und Grafiker.

## Leben und Werk
Im Januar 1945 floh die Mutter mit ihrem Sohn Wolfgang vor der herannahenden Front über die Oder nach Lindenberg. Dort fanden sie Unterkunft bei einer Bauernfamilie. Der Vater geriet in Frankfurt/Oder in sowjetische Kriegsgefangenschaft. 1949 erfolgte die Übersiedlung nach Potsdam. Dort besuchte Liebert von 1952 bis 1959 die Eisenhart - Grundschule und anschließend das heutige Helmholtz - Gymnasium, wo er 1963 das Abitur im altsprachlichen Zweig erwarb. Die erste Begegnung mit bildender Kunst hatte er 1956 in der Berliner Nationalgalerie. Dort waren Kunstwerke ausgestellt, die restauriert von der Sowjetunion an die DDR zurückgegeben wurden. In dieser Zeit begann er mit zeichnerischen Übungen nach Vorlagen und eigenen malerischen Versuchen. Die humanistische Bildung an der damaligen Helmholtz - Oberschule begünstigte das Interesse an Kunst, Literatur und Musik. Ab 1963 erste Förderung im Caputher Malzirkel bei Magnus Zeller zusammen mit Manfred Butzmann, Peter Fritz (* 1944) u. a. Nach einjähriger Facharbeiterlehre als Baumaler begann Liebert das Studium der Malerei und Grafik an der Kunsthochschule Berlin-Weißensee (KHS) bei Günther Brendel, Walter Womacka, Kurt  Robbel und Arno Mohr. In seiner theoretischen Diplomarbeit befasste er sich u. a. mit der Rolle von Architektur und bildender Kunst bei der Gestaltung des Potsdamer Stadtzentrums. Teil dieser Arbeit war ein Interview mit dem Maler Fritz Eisel zu dessen Mosaikfries am Potsdamer Rechenzentrum. Nach absolviertem Studium 1969 wurde Liebert Meisterschüler bei Womacka im Rahmen einer künstlerischen Aspirantur am Institut für Baugebundene Kunst der KHS im Monbijoupark. In dessen Team arbeitete Liebert an Entwürfen und Ausführungen baugebundener Arbeiten zur Neugestaltung des Berliner Stadtzentrums mit, so am Brunnen der Völkerfreundschaft auf dem Alexanderplatz, am Kupferrelief – Mensch und Raum – am Haus des Reisens und am Email-Wandbild - Der Mensch, das Maß aller Dinge - in der Breiten Straße am Bauministerium. Von 1971 bis 1973 war er Assistent bei Kurt Robbel im Bereich der Restauratoren-Ausbildung. Seit 1974 ist Liebert als freier Maler, Grafiker und Kunstlehrer in Potsdam tätig. Dort leitete er die Förderklasse für Malerei und Grafik beim Bezirkskabinett für Kulturarbeit der Stadt Potsdam und von 1985 bis 1996 war er Fachschullehrer für das Lehrgebiet Künstlerische Grundlagen an der Fachschule für Werbung und Gestaltung. An der daraus hervorgegangenen Fachhochschule Potsdam unterrichtete er im Bereich Restaurierung in der Denkmalpflege Naturstudium, Kopie und Maltechnik. Zahlreiche Pleinairs und Studienreisen führten ihn u. a. 1974 nach Polen, 1980 nach Ungarn und 1983 nach Bulgarien. In den Jahren 1978 bis 1988 führten ihn vielfältige Aufenthalte in die Sowjetunion nach Karelien, Leningrad, Moskau, Kiew, Odessa, Wolgograd, Baku und an verschiedene Baustellen der Erdgaspipeline. Nach 1990 folgten Studien in Tunesien, in den Niederlanden, in Frankreich – Aix en Provence, Nizza, Juan les Pins, Cap Antibes, Paris, in Schweden und Norwegen, in Italien – Ligurien, Neapel, Ischia, Venezien, Malta, Gozo und Sizilien, sowie längere Aufenthalte in seinem Garten in Roscin bei Mysliborz / Polen.
Liebert war bis 1990 Mitglied im Verband Bildender Künstler der DDR und von 1986 bis 1989 stellvertretender Vorsitzender dessen Bezirksverbands Potsdam.
Zahlreiche seiner Gemälde und Grafiken befinden sich in öffentlichem und privatem Besitz unter anderem in der Stiftung Stadtmuseum Berlin, dem Potsdam Museum – Forum für Kunst und Geschichte / Sammlung und Forschung, Sammlung der Stiftung Preußische Schlösser und Gärten Berlin - Brandenburg, dem Städtischen Museum Eisenhüttenstadt, dem Kunstarchiv Beeskow - Kunst der DDR / Sammlungen, der Kunstsammlung der Deutschen Bundesbank, der Sammlung der Stadtgalerie KUNST - GESCHOSS in Werder (Havel), der IHK Potsdam, der Trauerhalle auf dem Historischem Bornstedter Friedhof und dem Oberlinhaus Potsdam - Babelsberg. In Privatbesitz befinden sich Arbeiten in Berlin, Potsdam, St. Petersburg, Odessa, Neapel und Haarlem.

## Ehrungen
- 1969  Rostock - Leistungsschau der Studenten - Ehrenpreis des Ministeriums für Kultur
- 1970  Dresden - Fest Junger Künstler - Ehrenpreis des Ministeriums für Kultur
- 1985  Theodor Fontane-Preis für Kunst und Literatur des Bezirks Potsdam
- 1986  Kunstpreis der FDJ

## Rezeption
„In allen seinen Arbeiten, ob grafisch oder malerisch, steht das bildtechnische Handwerk gleichberechtigt neben dem Inhalt.“

## Werke (Auswahl)

### Malerei (Auswahl)
- 1965  Arbeitszimmer von Prof. Magnus Zeller (Öl, Stadtmuseum Berlin)
- 1965  Potsdam - Ruinen an der Alten Fahrt (Öl, Stadtmuseum Berlin)
- 1969  Das Golmer Luch im Winter (Öl, Privatbesitz)
- 1970  Berlin - Monbijou Platz (Öl, im Besitz des Künstlers)
- 1972  Frauenbildnis (Öl, ausgestellt 1972/1973 auf der VII. Kunstausstellung der DDR in Dresden)
- 1980  Odessa - Hafenkneipe Gambrinus (Öl, Potsdam Museum)
- 1982  Sendeschluss (Öl, Potsdam Museum)
- 1984  Leningrad - Kommunalwohnung an der Fontanka 121 (Öl, Privatbesitz)
- 1985  Die Würde des Menschen - Triptychon (Öl, im Besitz des Künstlers)
- 1985  Schichtwechsel an der Erdgastrasse (Mischtechnik, Kunstarchiv Beeskow, ausgestellt auf der X. Kunstausstellung der DDR in Dresden)
- 1986  Paar in der Ruine des Belvedere (Öl, Deutsche Bundesbank)
- 1988  Zeitenwende  (Privatbesitz)
- 1988  Stillleben 1988/1989 (Öl, Kunstarchiv Beeskow)
- 1989  Potsdam - Hausdurchgang zur Kanitz Brauerei (Öl, IHK Potsdam)
- 1991  Die Neue Tafelrunde von Sanssouci (Mischtechnik, Universität Potsdam)
- 2006  Mediterrane Begegnungen - Gozo / Kultfigur (Öl, Privatbesitz)
- 2007  Roscin - Sternennacht im August (Mischtechnik, Privatbesitz)
- 2010  Endlich - Unendlich (Mischtechnik, Trauerhalle auf dem Historischem Bornstedter Friedhof)
- 2012  Saras Welt (Öl, im Besitz des Künstlers)
- 2015  Der Neue Turmbau zu Babel / Apokalypse (Mischtechnik, Privatbesitz)
- 2020  Serie Lieblingsorte in Potsdam - Der Jüdische Friedhof im Winter (Öl, im Besitz des Künstlers)

### Baugebundene Kunst (Auswahl)
- 1985  Die Geschichte der Stadt Brandenburg / Brandenburg an der Havel
- 1986  Leben in Potsdam / Klubhaus Linum
- 1987  Die olympische Idee / Regattahaus ASK Potsdam
- 2010  Endlich - Unendlich / Trauerhalle - Bornstedter Friedhof
- 2019  Der Mensch - weit mehr / Oberlinklinik Potsdam - Babelsberg
- 2019   Der Weg
- 2019   Die Begegnung
- 2019   Kreise des Lebens

## Ausstellungen (Auswahl)
- 1969  Rostock - Leistungsschau der Studenten
- 1970  Junge Berliner Künstler - Galerie Frankfurter Tor
- 1970   Dresden - Fest Junger Künstler
- 1972/1973  Dresden - VII. Kunstausstellung der DDR
- 1974  Junge Künstler der DDR
- 1975  Schwerin, Rostock - Farbige Grafik der DDR
- 1977  Berlin - 30 Jahre Kunsthochschule Berlin
- 1979  Bukarest - Junge Künstler der DDR
- 1979   Minsk - Potsdamer Künstler
- 1979   Potsdam - Künstler der Gegenwart sehen Sanssouci
- 1980  Budapest - Kulturzentrum der DDR / Personalausstellung
- 1981  Potsdam - Staudenhofgalerie / Personalausstellung
- 1984  Potsdam - Club der Künstler und Architekten E. Claudius / Personalausstellung
- 1985  Berlin - Nationalgalerie / Auf gemeinsamen Wegen
- 1985   Potsdam - Altes Rathaus / Personalausstellung
- 1986  Opole - Galerie des Künstlerclubs / Personalausstellung
- 1987  Berlin - Außenministerium der DDR / Personalausstellung mit dem Fotografen A. Herrmann
- 1987/1988   Dresden - X. Kunstausstellung der DDR
- 1988  Potsdam - Potsdam Museum / Akt und Stillleben
- 1989  Berlin - Haus der Sowjetischen Kultur und Wissenschaft / Personalausstellung
- 1989   Berlin - Altes Museum / Lebens-Art
- 1989   Berlin - Akademie Galerie im Marstall / Bauleute und ihre Werke
- 1989   Potsdam - Potsdam Museum / Reisebilder Potsdamer Künstler
- 1990  Potsdam - Commerzbank - Alte Wache / Personalausstellung
- 1990   Berlin - Galerie in der Senatsverwaltung für Bau- und Wohnungswesen / Personalausstellung
- 1990   Potsdam - Altes Rathaus / Voltaire in Potsdam
- 1995  Berlin - Deutsches Historisches Museum / Auftrag Kunst
- 1997  Ferch - Havelländische Malerkolonie
- 1999  Berlin - Deutsche Industriebank / Personalausstellung
- 1999   Berlin - Galerie im Verein Berliner Künstler / Engel
- 2005  Potsdam - IHK / Personalausstellung
- 2007  Beeskow - Kunstarchiv Beeskow / LEBENS-MITTEL KUNST
- 2007   Potsdam - Museum Zum Güldenen Arm / Potsdamer Veduten / Personalausstellung
- 2008  Potsdam - Museum Alexandrowka / Die Ferne ist so nah
- 2009  Werder - Stadtgalerie Kunst-Geschoss / 20 Jahre Mauerfall
- 2009   Caputh - Fährhaus / Prof. Magnus Zeller und Schüler
- 2011  Eisenhüttenstadt - Städtisches Museum / Wege - Spuren
- 2011   Potsdam - Oberlinkirche / Endlich - Unendlich
- 2013  Eisenhüttenstadt - Städtisches Museum / Wanderausstellung - Schichtwechsel
- 2014  Potsdam - Potsdam Museum / Stadt-Bild / Kunst-Raum
- 2016  Potsdam - Potsdam Museum / Fokus Sammlung: Potsdam in der Grafik von 1945 bis 2000
- 2017  Königswusterhausen - Bürgerhaus Hanns Eisler / Spuren
- 2019  Potsdam - Galerie Gute Stube - Potsdamer Kunstverein e. V. / parallel
- 2019   Werder - Stadtgalerie Kunst-Geschoss / Retrospektive
- 2019   Werder - Stadtgalerie Kunst-Geschoss / 30-Eine Generation
- 2020  Potsdam - Museum Jan Bouman Haus / das Holländische Viertel in den Jahren 1986 bis 1990
- 2020   Potsdam - Galerie Café Matschke / Potsdam - Geliebte Orte
- 2020   Potsdam - Museum Zum Güldenen Arm / Alles ist möglich - Künstlerische Reflexionen um 1990